# Monodesmus inermis
Monodesmus inermis là một loài bọ cánh cứng trong họ Cerambycidae.